# 路易斯戴维斯交响乐音乐厅
路易斯戴维斯交响乐音乐厅（Louise M. Davies Symphony Hall）是加州旧金山的一个音乐厅，旧金山战争纪念和演艺中心（San Francisco War Memorial and Performing Arts Center）的组成部分，拥有2,743个座位，于1980年竣工，耗资2800万美元，旧金山交响乐团的永久驻地。
此前，旧金山交响乐团与旧金山歌剧团和旧金山芭蕾舞团共用邻近的战争纪念歌剧院。戴维斯音乐厅的建造交响乐得以全年全时段演出。

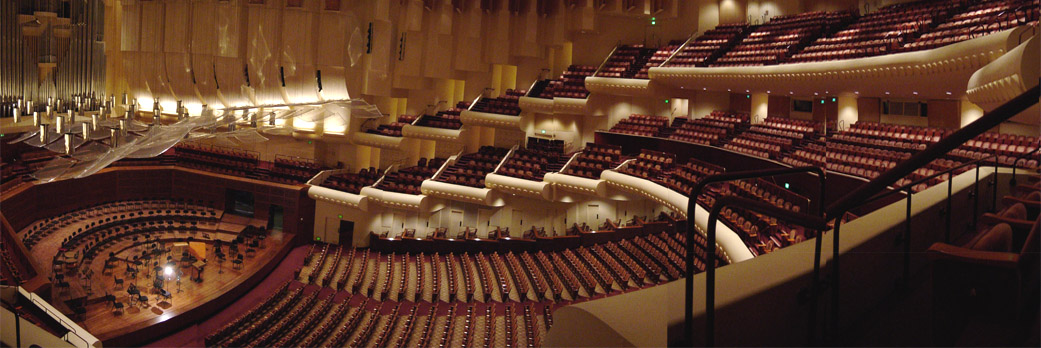